# Erik Breukink

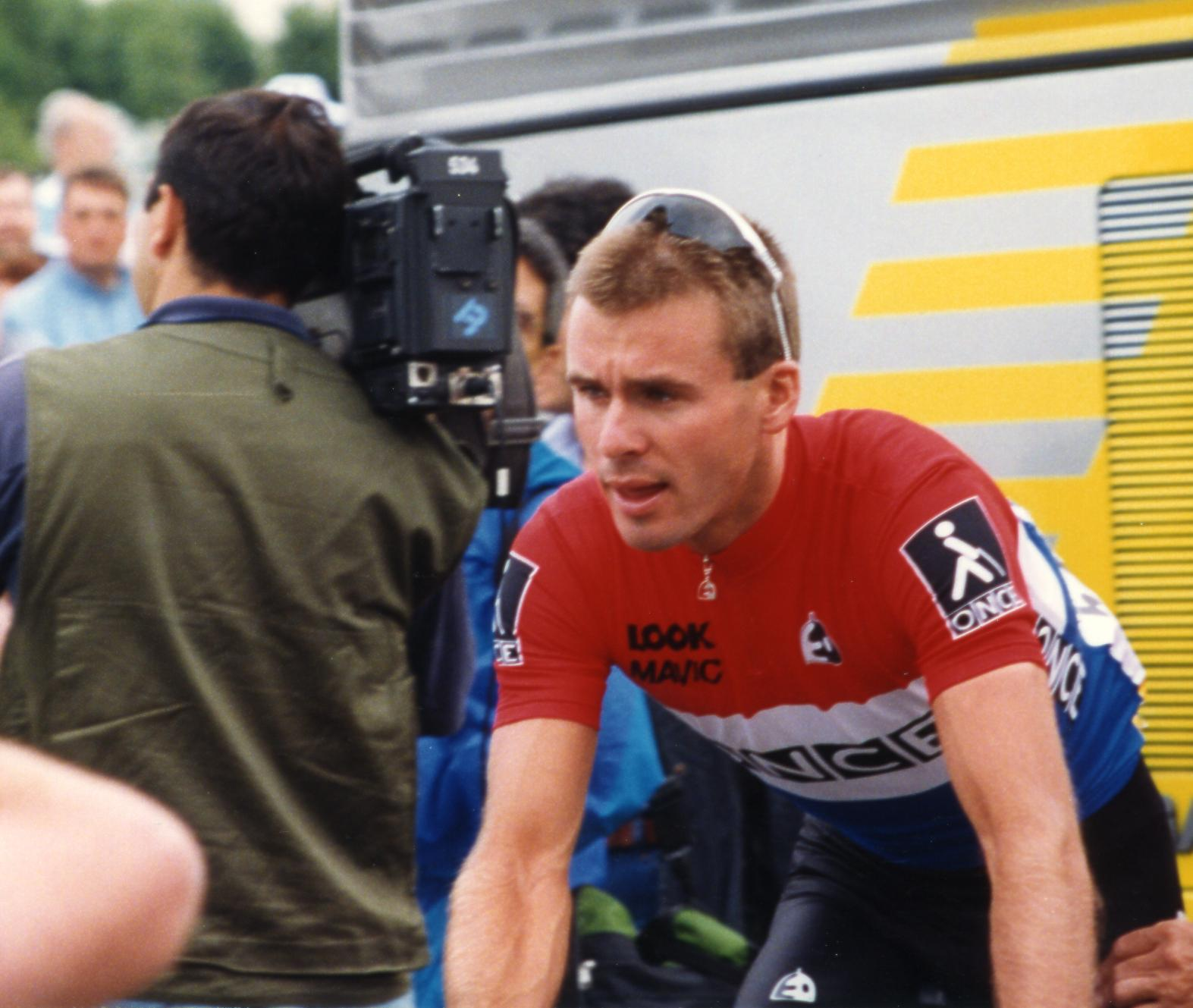
Erik Breukink au Tour de France 1993.

Erik Breukink, né le 1er avril 1964 à Rheden, est un coureur cycliste néerlandais. Il est professionnel de 1985 à 1997, respectivement chez Skala-Gazelle, Panasonic, PDM-Concorde, ONCE puis Rabobank, dont il est ensuite l'un des directeurs sportifs. Après sa carrière, il devient directeur sportif de l'équipe Roompot-Nederlandse Loterij.
Promis au succès dans les courses par étapes après avoir fait forte impression sur le Tour d'Italie 1988 (terminé au deuxième rang), la carrière de Breukink a également été marquée par une troisième place lors du Tour de France 1990, épreuve qu'il abandonne, l'année suivante, en même temps que l'ensemble de son équipe PDM-Concorde, officiellement pour cause d'intoxication alimentaire collective.

## Biographie

### Débuts
Né à Rheden, Breukink est né dans une famille de cycliste, son père Willem Breukink étant directeur de l'usine de vélos Gazelle (en). Malgré cela, il s'oriente vers le football. En 1980, il change de sport et décide de poursuivre une carrière cycliste. En 1982, il est consolidé dans son choix, lorsqu'il remporte le championnat national de poursuite chez les juniors (17/18 ans). Aux Jeux olympiques de 1984, associé à Gert Jakobs, Maarten Ducrot et Jos Alberts, il prend la quatrième place des 100 km sur route. En 1985, Breukink gagne deux étapes de contre-la-montre du Olympia's Tour et termine troisième du classement général. Il décide alors de passer professionnel.

### Carrière professionnelle
Breukink fait ses débuts professionnels en 1986 au sein de l'équipe Skala-Gazelle. Il s’avère être un spécialiste du contre-la-montre et un bon grimpeur. Pour son premier Tour de France en 1987, il remporte une étape et termine deuxième au classement de jeunes. 
Son premier grand résultat intervient lors du Tour d'Italie 1988, qu'il termine à la deuxième place, remportant l'étape du Gavia au milieu d'une tempête de neige. Lors du Tour de France 1988, il termine treizième et meilleur jeune. Lors du Tour suivant, il s'adjuge le prologue et porte le maillot jaune pendant une journée. Plus tôt dans la saison, lors du Tour d'Italie, il entrevoit la victoire finale, mais perd le maillot rose dans les Dolomites en raison d'une fringale. 
En 1990, Breukink annonce vouloir se concentrer sur le Tour de France et rejoint l'équipe PDM, qui lui offre un statut de leader. Il obtient de très bons résultats sur le Tour de France 1990, remportant deux étapes et terminant troisième au général. Le résultat aurait même pu être meilleur, mais il est malchanceux dans la montée du Tourmalet, où il change de vélo à trois reprises.
En 1991, Breukink quitte le Tour avec l'ensemble de l'équipe PDM, alors qu'il occupe la troisième place du général, officiellement en raison d'une intoxication alimentaire, mais il a ensuite été exposé que cela était dû à des Intralipides,,. 
En 1992, son niveau n'est plus le même, en particulier en contre-la-montre, son point fort. En 1993, Breukink rejoint l'équipe ONCE, où ses performances s'améliorent. Cependant, la malchance le poursuit, comme juste avant le début du Tour de France 1993, où il est renversé par une voiture. Les dommages causés à son genou gauche lui font abandonner le Tour. Breukink participe au Tour de France à quatre reprises par la suite, mais il n'a plus jamais atteint son ancien niveau. En 1997, il met un terme à sa carrière de cycliste professionnel, après avoir participé à 11 Tours de France et remporté 4 étapes. Il compte 61 victoires au total durant sa carrière.

### Commentateurs sportifs
Après un an comme responsable des relations publiques pour l'équipe Rabobank, Breukink devient commentateur pour la NOS, couvrant le Tour de France. En 2002 et 2003, le GP Erik Breukink, une course UCI de niveau 2.3 est organisée. Deux éditions ont lieu et sont remportées par  Fabian Cancellara et Erik Dekker. La course s'arrête en 2004 en raison de problèmes financiers.

### Carrière de manager
Le 13 janvier 2004, il est annoncé que Erik Breukink devient le nouveau manager de l'équipe Rabobank. Grâce à son passage dans l'équipe ONCE, il parle couramment l'espagnol, ce qui est utile pour communiquer avec les cyclistes espagnols dans l'équipe et au coureur russe Denis Menchov, qui parle espagnol mieux que l'anglais. Depuis que Breukink est devenu responsable de l'équipe, Rabobank a notamment remporté Paris-Tours, Milan-San Remo, la Flèche brabançonne (trois fois), Tirreno-Adriatico (deux fois), le Tour de Romandie, le classement final et trois étapes du Tour d'Espagne, 6 étapes du Tour de France et le maillot à pois du Tour de France (deux fois). 
Le 20 juillet 2006, Breukink reçoit la "médaille de la fidélité" de l'organisation du Tour de France, car il est présent sur le Tour de France depuis 20 ans. (11 fois comme coureur, 1 fois dans les relations publiques, 5 fois comme commentateur sportif et 3 fois en tant que chef d'équipe).
Breukink quitte l'équipe en 2012. En 2015, il co-fonde l'équipe Roompot, dont il est également le responsable.

## Palmarès

### Palmarès amateur
| - 1982 - Champion des Pays-Bas de poursuite juniors - 1983 - 3e du Tour de l'Yonne - 1984 - 7ea étape de l'Olympia's Tour - Une étape du Tour de Rhénanie-Palatinat - 2e du Tour du Limbourg - 3e de l'Olympia's Tour | - 1985 - 1re étape du Tour du Loir-et-Cher - 7e étape du Ruban granitier breton (contre-la-montre) - Prologue et 7ea étape de l'Olympia's Tour - 4eb étape du Tour de Liège (contre-la-montre) - 2e du Tour de Liège - 3e du Ruban granitier breton - 3e du Hel van het Mergelland |  |

### Palmarès professionnel
| - 1986 - 4e étape du Tour de Suisse - 2e de Visp-Grächen - 1987 - 1rea étape du Tour d'Italie - 13e étape du Tour de France - 3e du Tour d'Italie - 4e de la Classique de Saint-Sébastien - 9e du championnat du monde sur route - 1988 - Circuit du Pays de Waes - Critérium international : - Classement général - 3e étape (contre-la-montre) - Tour du Pays basque : - Classement général - 5ea et 5eb (contre-la-montre) étapes - 14e étape du Tour d'Italie - Tour de France : - Classement du meilleur jeune - 2e étape (contre-la-montre par équipes) - 2e du Tour d'Italie - 2e du Tour des Pays-Bas - 1989 - Prologue et 3eb étape (contre-la-montre) du Tour de Romandie - Prologue du Tour de France - 6eb étape du Tour de Catalogne (contre-la-montre) - Escalade de Montjuïc : - Classement général - 1rea et 1reb (contre-la-montre) étapes - 2e de Florence-Pistoia - 4e du Tour d'Italie - 1990 - 8e étape de Tirreno-Adriatico (contre-la-montre) - Prologue du Tour des Asturies - 5e étape du Tour de Suisse (contre-la-montre) - 12e et 20e étapes du Tour de France (contre-la-montre) - 7ea étape du Tour de Catalogne (contre-la-montre) - Grand Prix de la Libération (contre-la-montre par équipes) - Tour d'Irlande : - Classement général - 2ea étape (contre-la-montre) - Finale de la Coupe du monde (contre-la-montre) - 2e du Tour des Pays-Bas - 2e du Grand Prix des Nations - 3e du Tour de France - 3e du Tour de Trump - 1991 - 8e étape de Tirreno-Adriatico (contre-la-montre) - Tour DuPont : - Classement général - Prologue et 10e étape - Prologue du Tour des Asturies - Grand Prix Eddy Merckx - 2e du Trophée Baracchi-Grand Prix des Nations - 3e du championnat des Pays-Bas sur route - 3e du Tour des Asturies - 3e de l'Escalade de Montjuïc | - 1992 - 1re et 8e étapes de Tirreno-Adriatico (contre-la-montre) - 7e étape du Tour d'Espagne (contre-la-montre) - Tour du Piémont - 2e du Tour de la Communauté valencienne - 3e du championnat des Pays-Bas sur route - 7e du Tour de Suisse - 7e du Tour de France - 1993 - Champion des Pays-Bas sur route - 2e étape du Tour de la Communauté valencienne - Critérium international : - Classement général - 3e étape (contre-la-montre) - Tour des Asturies : - Classement général - Prologue - Tour des Pays-Bas : - Classement général - 3eb étape (contre-la-montre) - 4e de la Flèche wallonne - 5e de Paris-Nice - 7e du Tour d'Espagne - 1994 - 4e du championnat du monde du contre-la-montre - 1995 - Champion des Pays-Bas du contre-la-montre - 2e du Tour de Murcie - 2e de la Subida a Urkiola - 6e du championnat du monde du contre-la-montre - 1996 - Course des raisins - 3e du Tour de Luxembourg - 3e du Grand Prix d'Isbergues - 1997 - Champion des Pays-Bas du contre-la-montre - 2e du championnat des Pays-Bas sur route - 3e du Tour de Luxembourg - 7e du championnat du monde du contre-la-montre |  |

## Résultats sur les grands tours

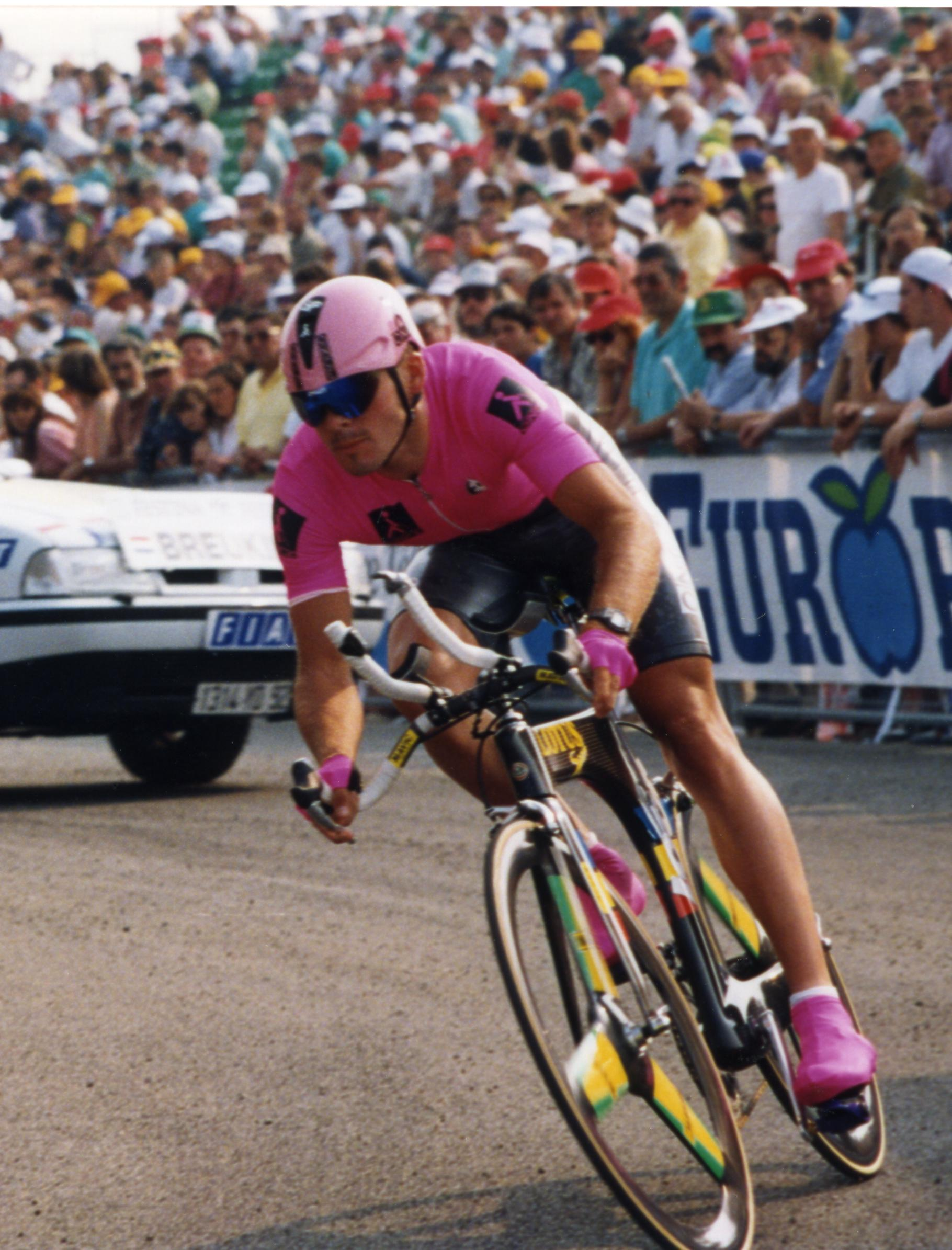
Erik Breukink au prologue du Tour de France 1993.

### Tour de France
11 participations
- 1987 : 21e, vainqueur de la 13e étape
- 1988 : 12e,  vainqueur du classement du meilleur jeune
- 1989 : abandon (13e étape), vainqueur du prologue,  maillot jaune pendant un jour
- 1990 : 3e, vainqueur des 12e et 20e étapes (2 contre-la-montre)
- 1991 : non-partant (11e étape)
- 1992 : 7e
- 1993 : non-partant (17e étape)
- 1994 : 29e
- 1995 : 20e
- 1996 : 34e
- 1997 : 52e

### Tour d'Italie
5 participations
- 1986 : 71e
- 1987 : 3e, vainqueur de la 1rea étape  maillot rose pendant 2 jours
- 1988 : 2e, vainqueur de la 14e étape
- 1989 : 4e  maillot rose pendant 5 jours
- 1995 : 59e

### Tour d'Espagne
3 participations
- 1992 : 27e, vainqueur de la 7e étape (contre-la-montre)
- 1993 : 7e
- 1994 : 19e

## Distinctions
- Cycliste espoirs néerlandais de l'année : 1984
- Cycliste néerlandais de l'année : 1987, 1990, 1993 et 1994
- Sportif néerlandais de l'année : 1990